# Ариста (морфологія)

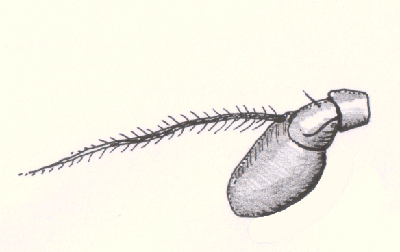
Антена коротковусих двокрилих (Brachycera, Diptera)

Ариста (англ. Arista) — верхівкова або субапікальна щетинка, що відходить від третього членика вусика, характерна для мух. Це еволюційні залишки сегментів антен, які можуть демонструвати ознаки сегментації. Ці сегменти називаються аристамерами. Ариста може бути проста або видозмінена, гола і тонка, що іноді представляє собою не більше ніж просту щетинку, опушеною — покритою короткими волосками або перистою — покритою довгими волосками.
Наявність аристи є ознакою підряду короткоусих двокрилих (Brachycera, Diptera) і може бути особливо добре розвинена у деяких видів. Відомо, що у двокрилих є термо-і гігрорецептори, які допомагають мухам виявляти зміни температури та вологості.
Ариста може складатися з 3 члеників (у круглошовних мух, Cyclorrhapha) або з 2 сегментів (у Syrphoidea та деяких Empidoidea). Вона може бути потовщена і сплощена (у деяких злакових мух), або повністю редукована (Scenopinidae, Cryptochetidae та деякі Phoridae).